# Schiffstaucher
Schiffstaucher (auch Helmtaucher) sind Arbeitstaucher der Marine.

## Berufsbild
Schiffstaucher haben eine Mindestverpflichtungszeit von vier Jahren. Derzeit gibt es etwa 30 Helmtaucher in der Deutschen Marine. Nach dem Lehrgang werden Schiffstaucher bei unterschiedlichen Arbeiten unter Wasser in bis zu 61 Metern eingesetzt, um schwierige Arbeiten wie Instandsetzungsarbeiten an Schiffen und das Bergen von Personen auszuführen. Die Schiffstaucher müssen mindestens 100 Tauchstunden als Schiffstaucher im Jahr haben, um weiterhin als Schiffstaucher zu arbeiten.

## Ausrüstung
Die Ausrüstung der Helmtaucher wiegt etwa 90 kg.

## Ausbildung
Der Lehrgang zum Schiffstaucher dauert acht Wochen und kostet circa 27.000 Euro. Einmal im Jahr findet darauf aufbauend ein 12-wöchiger Schiffstaucherlehrgang statt.